# هربرت كوفنغتون بونير
هربرت كوفنغتون بونير هو بائع ‏ وفلاح وأمين سر وسياسي أمريكي، ولد في 16 مايو 1891 في واشنطن في الولايات المتحدة، وتوفي في 7 نوفمبر 1965 في واشنطن العاصمة في الولايات المتحدة. نشط حزبياً في الحزب الديمقراطي. وقد انتخب عضو مجلس النواب الأمريكي ‏ (5 نوفمبر 1940 – 7 نوفمبر 1965).